# 1346-os busz
Az 1346-os jelzésű autóbuszvonal távolsági autóbuszjárat Eger és Békéscsaba között, melyet a MÁV Személyszállítási Zrt. lát el.

## Közlekedése
A járat Egert és Békéscsabát köti össze. Útvonalának hossza Békéscsaba felé 197,8 km, Eger felé egy járatnak 188,8 km, kettő járatnak 197,8 km Útvonalának hossza Eger és Kunhegyes között 85,6  Kunhegyes és Eger között 85,8 km. Menetideje Eger és Békéscsaba között 3 óra 40 - 4 óra 30 perc, Eger és Kunhegyes között 1 óra 42 - 1 óra 52 perc.
Naponta kettő járatpár szállítja az utasokat Eger és Békéscsaba között. A hetek első iskolai előadási napját megelőző munkaszüneti napokon Eger és Békéscsaba valamint Eger és Kunhegyes között további egy-egy járatpár közlekedik.

## Megállóhelyei
| 1346 (Eger – Békéscsaba) | 1346 (Eger – Békéscsaba) | 1346 (Eger – Békéscsaba) | 1346 (Eger – Békéscsaba) | 1346 (Eger – Békéscsaba)                | 1346 (Eger – Békéscsaba) | 1346 (Eger – Békéscsaba) | 1346 (Eger – Békéscsaba) |             | |
| Sorszám (↓)              | Sorszám (↓)              | Sorszám (↓)              | Sorszám (↓)              | Megállóhely                             | Sorszám (↑)              | Sorszám (↑)              | Sorszám (↑)              | Sorszám (↑) | Átszállási kapcsolatok |
| ------------------------ | ------------------------ | ------------------------ | ------------------------ | --------------------------------------- | ------------------------ | ------------------------ | ------------------------ | ----------- | --- |
| 0                        | 0                        | 0                        | 0                        | Eger, autóbusz-állomás végállomás       | 47                       | 15                       | 37                       | 23          | 2, 2A, 4, 5, 5A, 6, 7, 7A, 11, 12, 14, 14E, 16, 17, 112, 914 1049, 1050, 1051, 1052, 1053, 1054, 1343, 1344, 1347, 1348, 1349, 1351, 1352, 1354, 1362, 1380, 1383, 1402, 1426, 1427, 1428, 1447, 1448, 1466, 1468, 1517 3400, 3402, 3403, 3404, 3405, 3405, 3406, 3407, 3408, 3409, 3410, 3411, 3412, 3414, 3415, 3416, 3417, 3418, 3419, 3420, 3423, 3424, 3426, 3430, 3431, 3432, 3433, 3434, 3435, 3436, 3440, 3441, 3442, 3443, 3444, 3445, 3446, 3448, 3450, 3455, 3456, 3457, 3458, 3462, 3469, 3470, 3471, 3472, 3473, 3474, 3476, 3479, 3480, 3481, 3482, 3483, 3484, 3488, 3604, 3660, 3667, 4012, 4014, 4015, 4018, 4021, 4157 |
| ∫                        | ∫                        | ∫                        | ∫                        | Eger, Színház                           | ∫                        | 14                       | 36                       | 22          | 2, 2A, 7, 7A, 11, 12, 14, 14E, 17, 112 1053, 1054, 1343, 1344, 1348, 1362, 1380, 1381, 1426, 1427, 1428, 1447, 1468, 1517 3402, 3408, 3410, 3411, 3414, 3419, 3420, 3423, 3424, 3426, 3430, 3431, 3433, 3434, 3435, 3436, 3440, 3441, 3442, 3443, 3444, 3445, 3448, 3667, 4011, 4014, 4015, 4018, 4021, 4022, 4157 |
| ∫                        | ∫                        | ∫                        | ∫                        | Eger, Vasútállomás bejárati út          | ∫                        | ∫                        | ∫                        | 21          | 11, 12, 13, 14, 14E, 112, 113 1050, 1051, 1053, 1054, 1343, 1348, 1362, 1380, 1402, 1427, 1466, 1517 3400, 3402, 3408, 3410, 3411, 3414, 3423, 3424, 3426, 3430, 3431, 3432, 3433, 3434, 3435, 3436, 3440, 3441, 3442, 3443, 3444, 3445, 3446, 3448, 3472, 3479, 3482, 3484, 3667, 4011, 4015, 4157 személyvonat, Agria InterRégió |
| ∫                        | ∫                        | ∫                        | ∫                        | Eger, Nagyváradi út                     | ∫                        | ∫                        | ∫                        | 20          | 3A, 6, 11, 12, 13, 14, 14E, 16, 112, 113, 914 1050, 1380, 1427, 1517 3402, 3407, 3408, 3410, 3411, 3414, 3423, 3430, 3431, 3433, 3435, 3442, 3443, 3445, 4011, 4015, 4157 |
| ∫                        | ∫                        | ∫                        | ∫                        | Eger, Tompa utca                        | ∫                        | ∫                        | ∫                        | 19          | 3A, 6, 11, 12, 13, 14, 14E, 16, 112, 113, 914 1050, 1051, 1053, 1054, 1343, 1348, 1362, 1380, 1402, 1427, 1466, 1517 3400, 3402, 3407, 3408, 3410, 3411, 3414, 3423, 3424, 3426, 3430, 3431, 3432, 3433, 3434, 3435, 3436, 3440, 3441, 3442, 3443, 3444, 3445, 3446, 3448, 3472, 3479, 3482, 3484, 3667, 4011, 4015, 4157 |
| 1                        | 1                        | 1                        | 1                        | Eger, Hadnagy utca                      | 46                       | 13                       | 35                       | ∫           | 2, 2A, 3A, 4, 5, 5A, 6, 16, 914 1343, 1344, 1380, 1381, 1426, 1427, 1428, 1447, 1448, 1468 3405, 3406, 3419, 3420, 3424, 3426, 3431, 3435, 4014, 4015, 4018, 4021, 4022 |
| 2                        | 2                        | 2                        | 2                        | Eger, ZF Hungária Kft.                  | 45                       | ∫                        | ∫                        | ∫           | 4, 5 1343, 1344, 1380, 1381, 1426, 1427, 1428, 1447, 1448, 1468 3405, 3424, 3426, 3431, 3435, 4014, 4015, 4018, 4021, 4022 |
| 3                        | 3                        | ∫                        | 3                        | Andornaktálya, iskola                   | ∫                        | ∫                        | 34                       | 18          | 1343, 1344, 1380, 1381, 1426, 1427, 1428, 1447, 1448, 1468 3405, 3414, 3423, 3424, 3426, 3431, 3435, 3436, 4014, 4015, 4018, 4021, 4157 |
| ∫                        | ∫                        | ∫                        | ∫                        | Andornaktálya, Szent András kápolna     | ∫                        | ∫                        | ∫                        | 17          | 1344 3405, 3414, 3423, 3424, 3426, 3431, 3435, 3436 |
| 4                        | 4                        | 3                        | 4                        | Andornaktálya, szociális otthon         | 44                       | ∫                        | 33                       | 16          | 1343, 1344, 1380, 1381, 1426, 1427, 1428, 1447, 1448, 1468 3405, 3414, 3423, 3424, 3426, 3431, 3435, 3436, 4014, 4015, 4018, 4021, 4157 |
| 5                        | 5                        | 4                        | 5                        | Nagytálya, bejárati út                  | 43                       | ∫                        | 32                       | 15          | 1343 3423, 3424, 3426, 3431, 3436, 4014 |
| 6                        | 6                        | 5                        | 6                        | Maklár, Templom tér                     | 42                       | ∫                        | 31                       | 14          | 1343 3405, 3414, 3423, 3424, 3426, 3431, 3435, 3436, 4014 |
| 7                        | 7                        | 6                        | 7                        | Maklár, Robert Bosch Kft. körforgalom   | 41                       | ∫                        | 30                       | 13          | 3405, 3423, 3424, 3426, 3431, 4014 |
| 8                        | ∫                        | ∫                        | ∫                        | Füzesabony, vasútállomás bejárati út    | ∫                        | ∫                        | ∫                        | 13          | 1343, 1466 3405, 3423, 3424, 3426, 3430, 3431, 3432, 3433, 3434, 3436, 3450, 3500, 3511, 4014 |
| 9                        | 8                        | 7                        | 8                        | Füzesabony, Vasútállomás                | 40                       | ∫                        | 29                       | 12          | 1343, 1362, 1376, 1466 3405, 3423, 3424, 3426, 3430, 3431, 3432, 3433, 3434, 3436, 3450, 3500, 3511, 4014 személyvonat, S80, Tisza-tó sebesvonat, Ezüstpart expresszvonat, Agria InterRégió, InterRégió, Tokaj InterCity, Füzér InterCity, Borsod InterCity, Hámor InterCity |
| 10                       | 9                        | 8                        | 9                        | Dormánd, autóbusz-váróterem             | 39                       | ∫                        | 28                       | 11          | 1343 3430, 3431, 3432, 3433, 3434, 3436 |
| 11                       | 10                       | 9                        | 10                       | Besenyőtelek, központ                   | 38                       | ∫                        | 27                       | 10          | 1343 3430, 3431, 3432, 3433, 3434, 3436 |
| 12                       | 11                       | 10                       | 11                       | Kömlő, italbolt                         | 37                       | ∫                        | 26                       | 9           | 1066, 1068, 1069, 1075, 1443 3430, 3431, 3433, 3434, 3436, 3561, 3562 |
| ∫                        | ∫                        | ∫                        | ∫                        | Tiszanána, Ballók-tó                    | ∫                        | ∫                        | ∫                        | 8           | 1066, 1068, 1069, 1443 3431, 3433, 3436, 3561, 3562 |
| 13                       | 12                       | 11                       | 12                       | Tiszanána, Fő tér                       | 36                       | ∫                        | 25                       | 7           | 1066, 1068, 1069, 1075, 1443 3431, 3433, 3436, 3561, 3562 |
| 14                       | ∫                        | ∫                        | ∫                        | Tiszanána, Kálvin tér                   | ∫                        | ∫                        | 24                       | 6           | 3433, 3436, 3561 |
| 15                       | 13                       | 12                       | 13                       | Kisköre, Szent István park              | 35                       | ∫                        | 23                       | 5           | 1066, 1069, 1075, 1443 3433, 3436, 3561 |
| ∫                        | ∫                        | 13                       | ∫                        | Kisköre, Tisza-híd                      | 34                       | ∫                        | ∫                        | 4           | 1443 személyvonat |
| 16                       | ∫                        | 14                       | ∫                        | Pusztataskony, szociális otthon         | 33                       | ∫                        | 22                       | 3           | 1066, 1069, 1075, 1443 3561, 4613, 4760 |
| 17                       | ∫                        | 15                       | ∫                        | Abádszalók, vasútállomás bejárati út    | 32                       | ∫                        | 21                       | 2           | 1075, 1443 4613, 4760 személyvonat |
| 18                       | 14                       | 15                       | ∫                        | Abádszalók, autóbusz-állomás            | 31                       | ∫                        | 20                       | 1           | 1066, 1069, 1075, 1443, 1516 3561, 4609, 4613, 4730, 4731, 4760 |
| 19                       | 15                       | 16                       | 14                       | Kunhegyes, autóbusz-állomás végállomás  | 30                       | 12                       | 19                       | 0           | 1066, 1377, 1443, 1468, 1516 4608, 4609, 4614, 4616, 4720, 4730, 4757, 4760 |
| 20                       | 16                       | 17                       |                          | Bánhalma, szövetkezeti bolt             | 29                       | 11                       | 18                       |             | 1377, 1468, 1516 4614, 4720 |
| ∫                        | ∫                        | 18                       |                          | Bánhalma, szociális otthon              | 28                       | ∫                        | ∫                        |             | 1468 4614, 4720 |
| 21                       | 17                       | 19                       |                          | Kenderes, autóbusz-váróterem            | 27                       | 10                       | 17                       |             | 1377, 1468, 1516 4609, 4614, 4619, 4720 |
| 22                       | 18                       | 20                       |                          | Kisújszállás, autóbusz-állomás          | 26                       | ∫                        | 16                       |             | 1375, 1516 4619, 4715, 4720, 4735, 4738 |
| 23                       | 19                       | 21                       |                          | Kisújszállás, vasútállomás              | 25                       | ∫                        | 15                       |             | 1375, 1516 4619, 4715, 4720, 4735, 4738 személyvonat, sebesvonat, gyorsvonat, expresszvonat, IC, EC |
| 24                       | 20                       | 22                       |                          | Kisújszállás, autóbusz-állomás          | 24                       | ∫                        | 14                       |             | 1375, 1516 4619, 4715, 4720, 4735, 4738 |
| ∫                        | ∫                        | 23                       |                          | Márialaka                               | 23                       | ∫                        | ∫                        |             | 4735 |
| ∫                        | 21                       | 24                       |                          | Kenderessziget                          | 22                       | ∫                        | ∫                        |             | 4735 |
| ∫                        | ∫                        | 25                       |                          | Csatornapart                            | 21                       | ∫                        | ∫                        |             | 4735 |
| 25                       | 22                       | 26                       |                          | Ecsegfalva, Berettyó vendéglő           | 20                       | 9                        | 13                       |             | 4735 |
| ∫                        | 23                       | 27                       |                          | Túzok telep                             | 19                       | ∫                        | ∫                        |             | 4735 |
| ∫                        | ∫                        | 28                       |                          | Dévaványa, Réhely                       | 18                       | ∫                        | ∫                        |             | 4735 |
| 26                       | 24                       | 29                       |                          | Dévaványa, vasútállomás bejárati út     | 17                       | ∫                        | 12                       |             | 4735, 4866 személyvonat |
| 27                       | 25                       | 30                       |                          | Dévaványa, városháza                    | 16                       | 8                        | 11                       |             | 1432 4735, 4813, 4866, 4883, 4990 |
| ∫                        | ∫                        | 31                       |                          | Dévaványa, Körösladányi út              | 15                       | ∫                        | ∫                        |             | 1432 4735, 4813, 4866, 4883 |
| ∫                        | ∫                        | 32                       |                          | Kéthalom                                | 14                       | ∫                        | ∫                        |             | 1432 4735, 4813, 4866 |
| 28                       | 26                       | 33                       |                          | Körösladány, kosárfonó                  | 13                       | ∫                        | 10                       |             | 1432 4735, 4813, 4866, 4883 |
| 29                       | 27                       | 34                       |                          | Körösladány, piac tér                   | 12                       | 7                        | 9                        |             | 4813 |
| 30                       | ∫                        | 35                       |                          | Körösladány, templom                    | 11                       | ∫                        | 8                        |             | 4805, 4812, 4813, 4816 |
| 31                       | ∫                        | 36                       |                          | Körösladány, Újladány                   | 10                       | ∫                        | 7                        |             | 1374, 1441 4805, 4812, 4813, 4816 |
| 32                       | 28                       | 37                       |                          | Köröstarcsa, ABC áruház                 | 9                        | 6                        | 6                        |             | 1374, 1441 4801, 4805, 4812, 4813, 4816 |
| ∫                        | ∫                        | 38                       |                          | Köröstarcsa, Újváros                    | 8                        | ∫                        | ∫                        |             | 1374, 1441 4801, 4805, 4812, 4813, 4816 |
| ∫                        | ∫                        | 39                       |                          | Mezőberény, Köröstarcsai út             | 7                        | ∫                        | ∫                        |             | 2, 3 1441 4801, 4805, 4812, 4813, 4816 |
| 33                       | 29                       | 40                       |                          | Mezőberény, Liget utca                  | 6                        | 5                        | 5                        |             | 1, 2, 3 1374, 1441 4801, 4805, 4812, 4813, 4815, 4816 |
| ∫                        | ∫                        | ∫                        |                          | Békés, Vágóhíd                          | 5                        | ∫                        | ∫                        |             | 1, 1A 1441 4801, 4805, 4816 |
| 34                       | 30                       | 41                       |                          | Békés, autóbusz-állomás                 | 4                        | 4                        | 4                        |             | 1, 1A, 1B 1374, 1441 4800, 4801, 4805, 4810, 4813, 4816, 4847, 4887 |
| 35                       | 31                       | 42                       |                          | Békés, városháza                        | 3                        | 3                        | 3                        |             | 1441 4800, 4801, 4805, 4810, 4813, 4816, 4887 |
| ∫                        | ∫                        | ∫                        |                          | Békéscsaba, Bezerédj utca               | 2                        | ∫                        | ∫                        |             | 1441 4800, 4801, 4805, 4810, 4816 |
| 36                       | 32                       | 43                       |                          | Békéscsaba, Szeberényi tér              | 1                        | 1                        | 1                        |             | 1, 5 1374, 1441 4800, 4801, 4805, 4810, 4812, 4813, 4815, 4816, 4839, 4844 |
| 37                       | 33                       | 44                       |                          | Békéscsaba, autóbusz-állomás végállomás | 0                        | 0                        | 0                        |             | 1, 3, 5, 7, 7F, 8, 8A, 8MJ, 8V, 17V, 20, 74A, 74B 1085, 1374, 1440, 1441, 1486, 1499 4800, 4801, 4805, 4810, 4812, 4813, 4815, 4816, 4819, 4820, 4821, 4824, 4825, 4826, 4827, 4828, 4829, 4830, 4831, 4832, 4833, 4835, 4838, 4839, 4840, 4844, 4850, 4855, 4885, 4894, 5021, 5128, 5160, 5189, 5208 személyvonat, sebesvonat, nemzetközi gyorsvonat, IC, nemzetközi IC |